# Список дипломатических миссий в Новой Зеландии

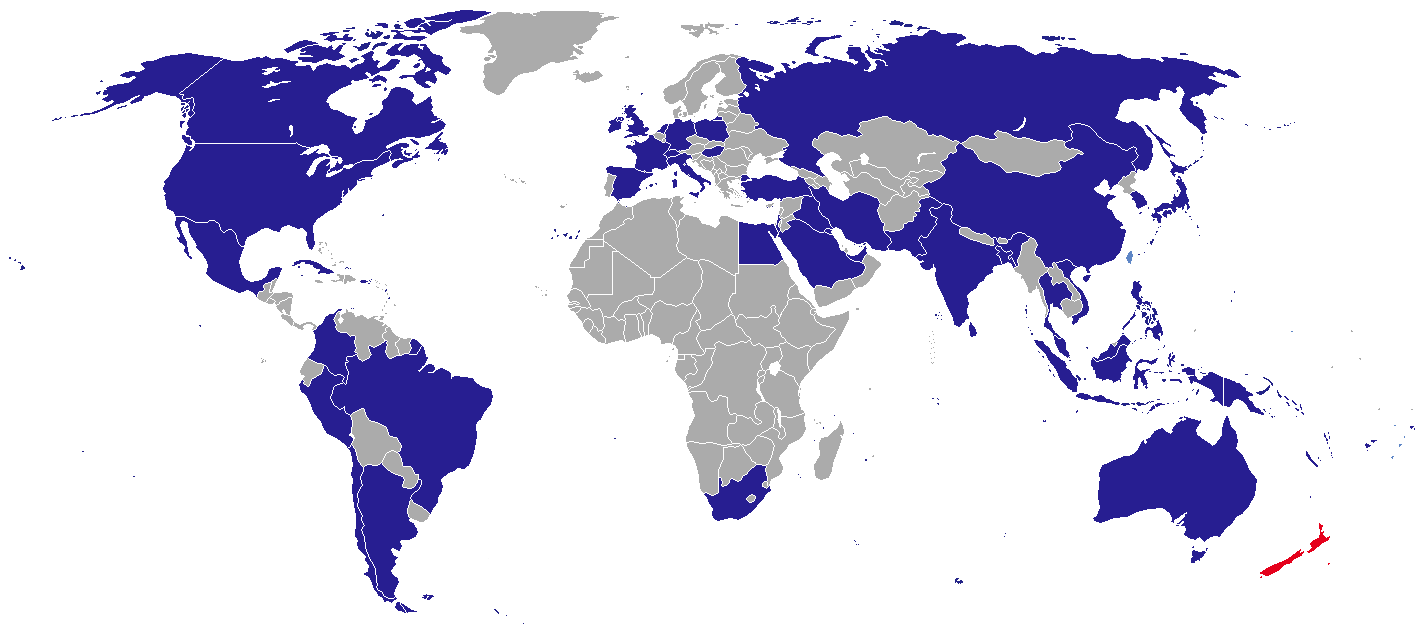
Дипломатические миссии в Новой Зеландии

Список дипломатических миссий в Новой Зеландии включает в себя список посольств и генеральных консульств стран мира в Новой Зеландии. В настоящее время в её столице — Веллингтоне, располагаются 45 посольств и генеральных консульств. Около девяноста других стран аккредитуют своих послов из других стран.

## Посольства/Высокие комиссии

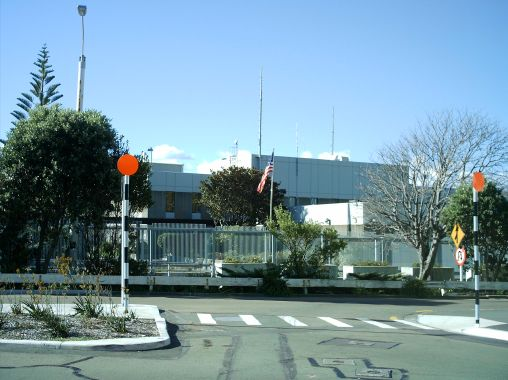
Американское посольство в Веллингтоне

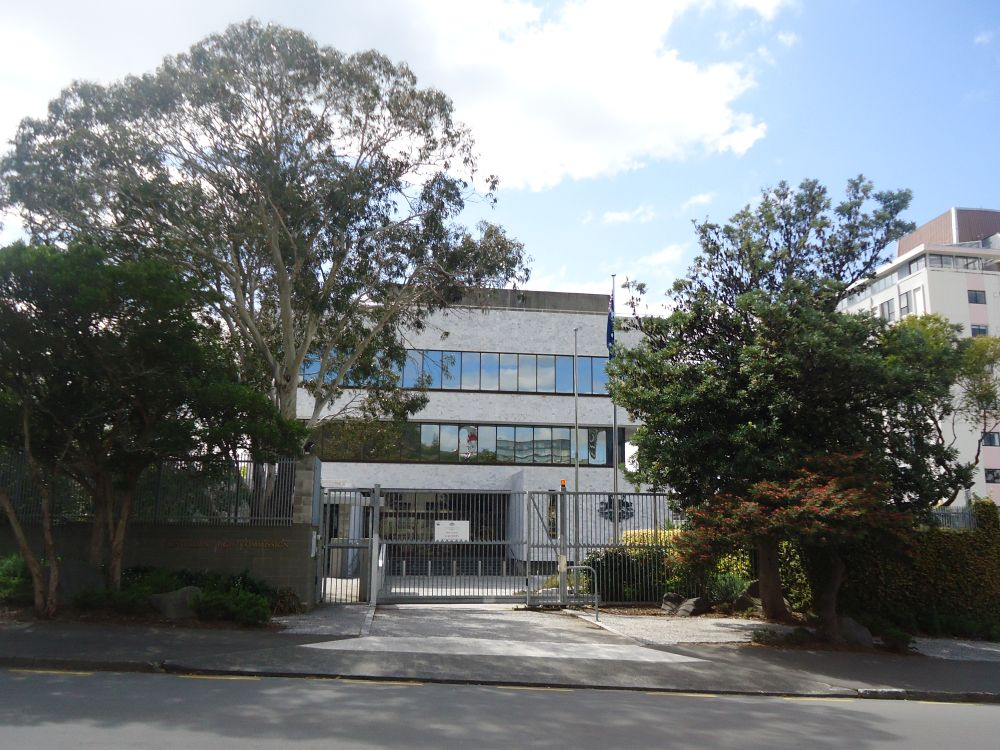
Высшее уполномоченное представительство Австралии в Веллингтоне

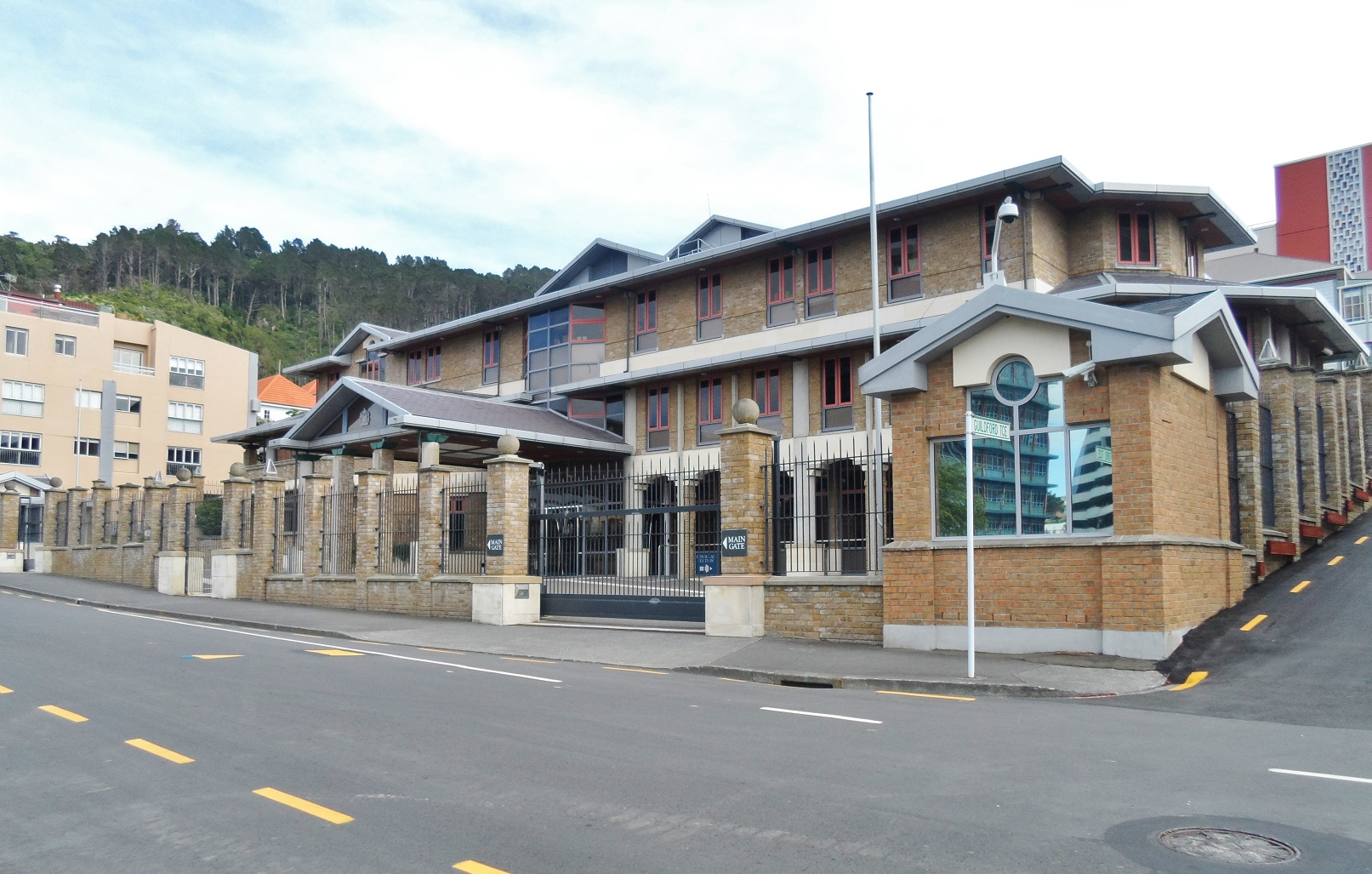
Высшее уполномоченное представительство Великобритании в Веллингтоне

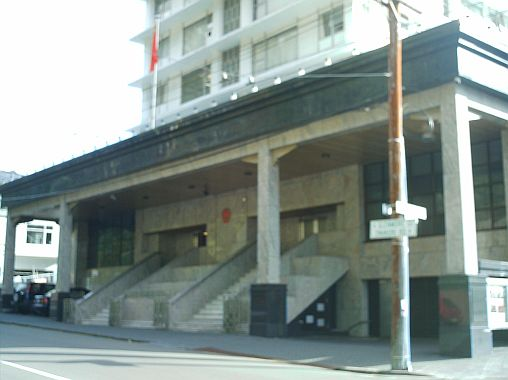
Посольство Китая в Веллингтоне

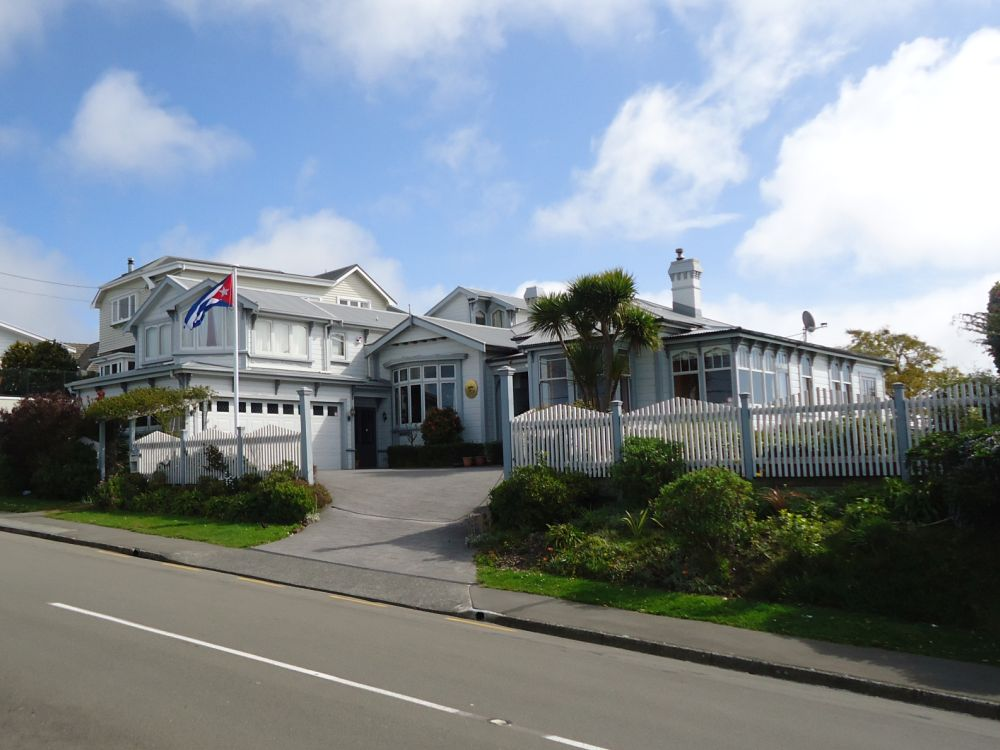
Кубинское посольство в Веллингтоне

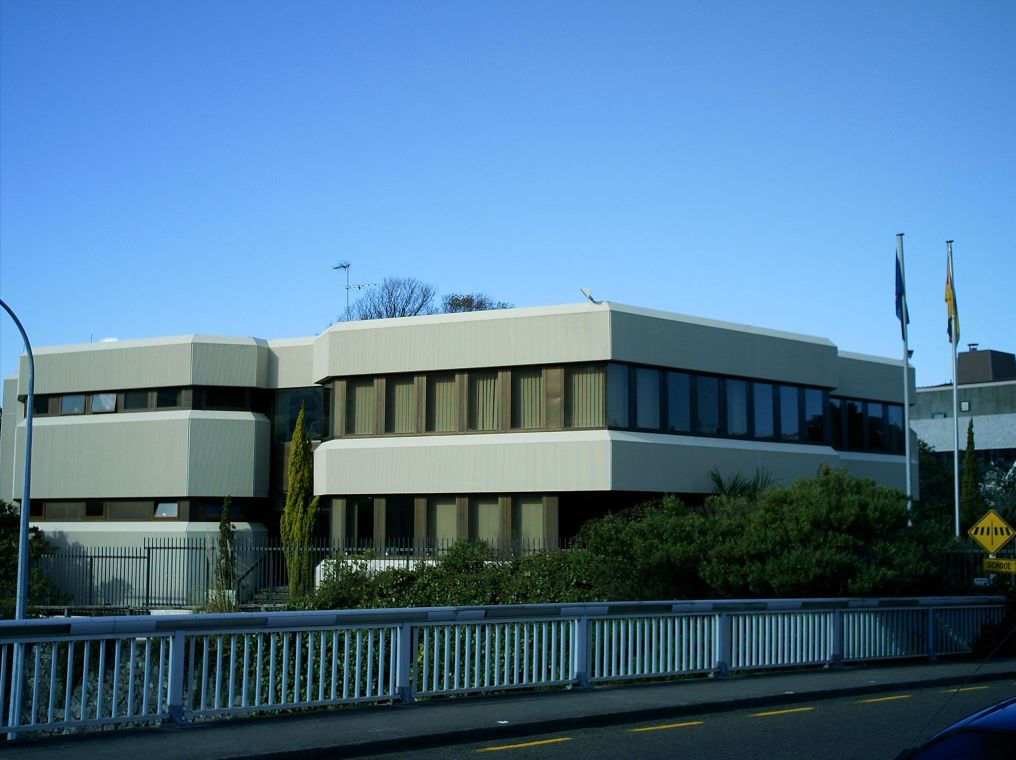
Посольство Германии в Веллингтоне

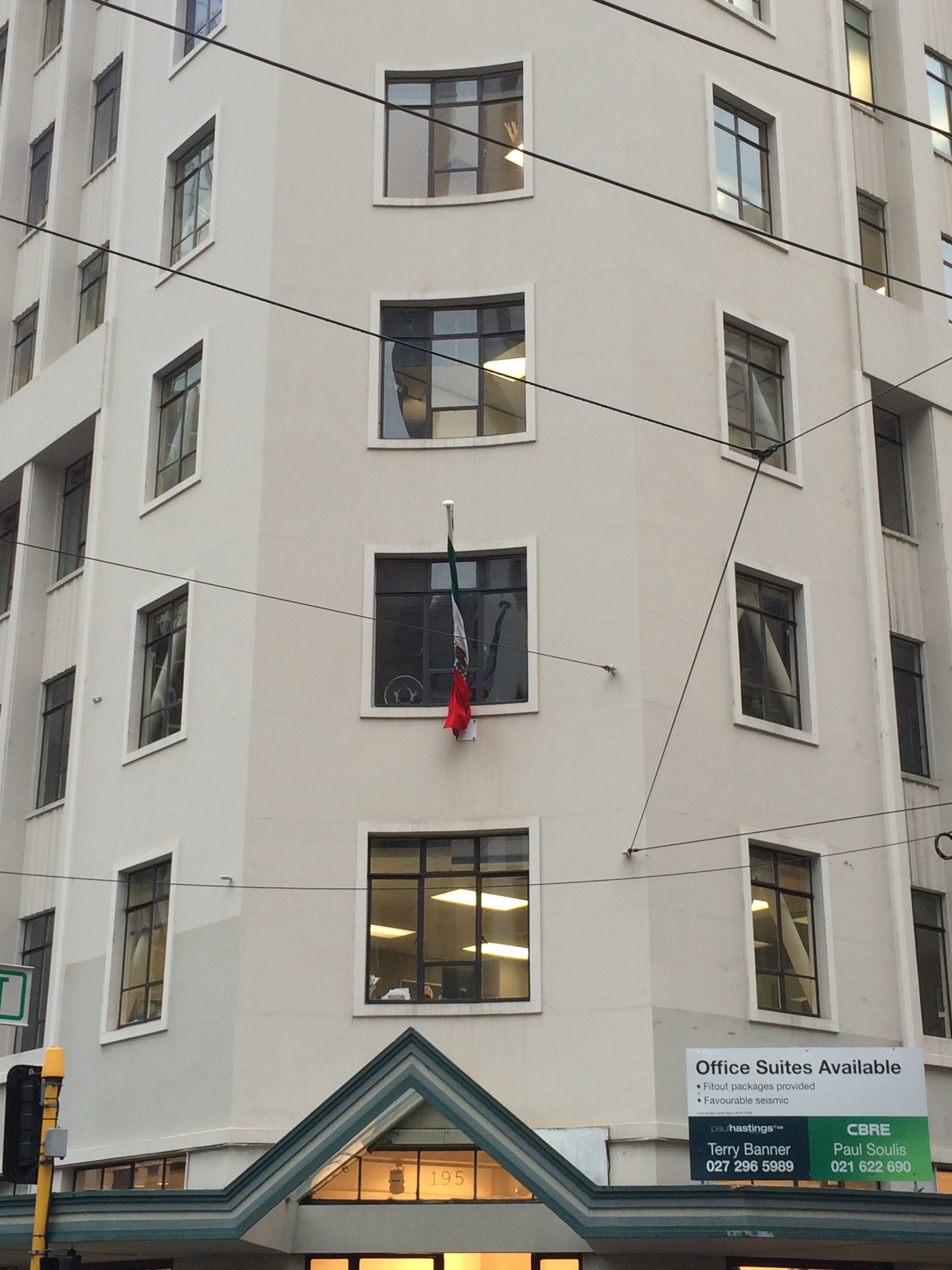
Посольство Мексики в Веллингтоне

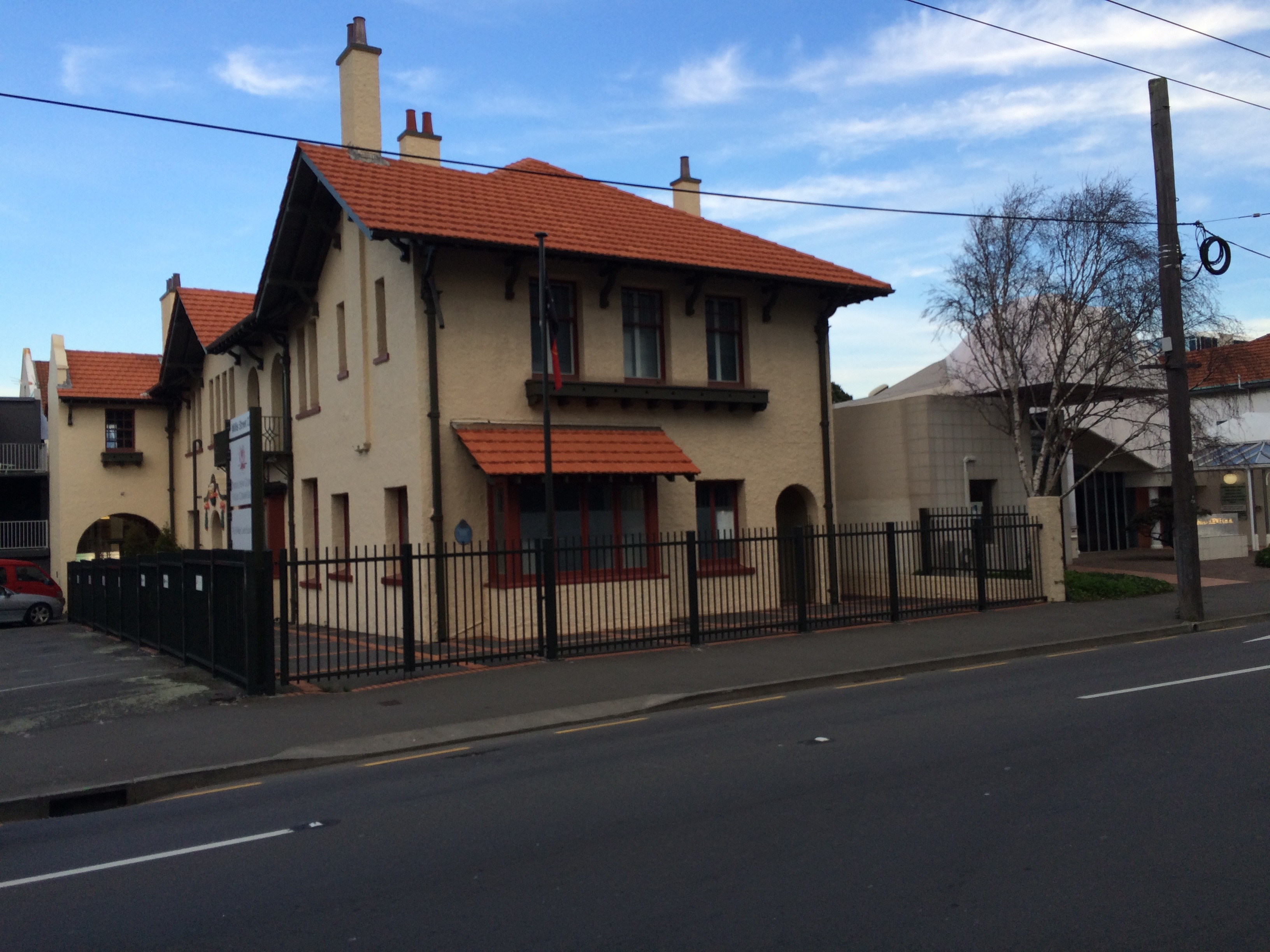
Высшее уполномоченное представительство Папуа-Новой Гвинеи в Веллингтоне

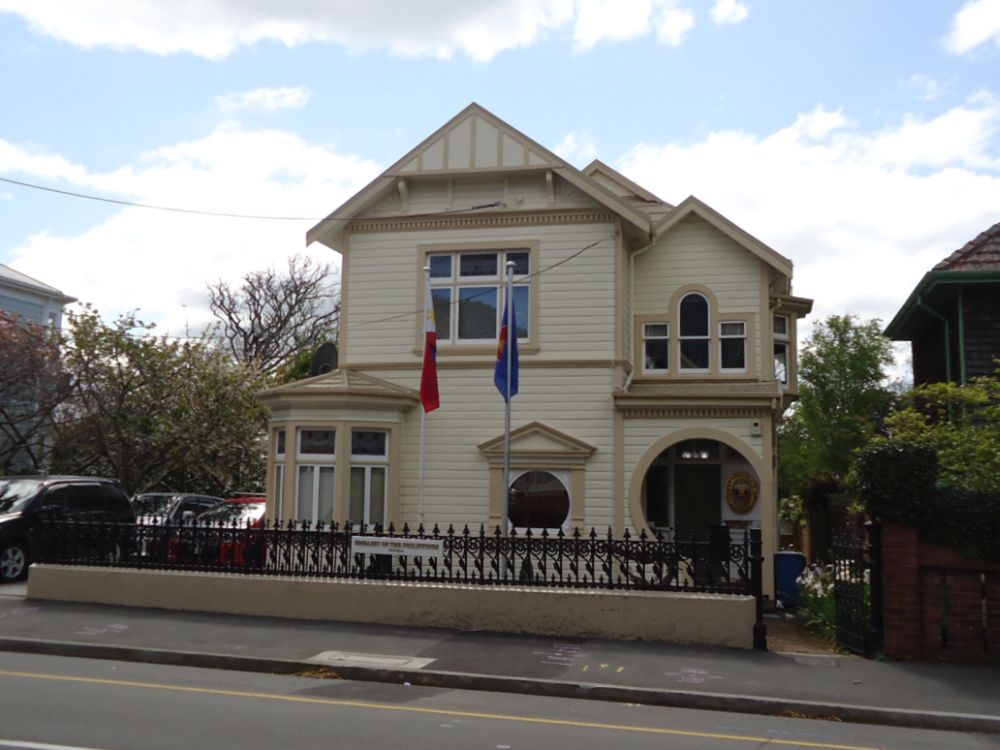
Филиппинское посольство в Веллингтоне

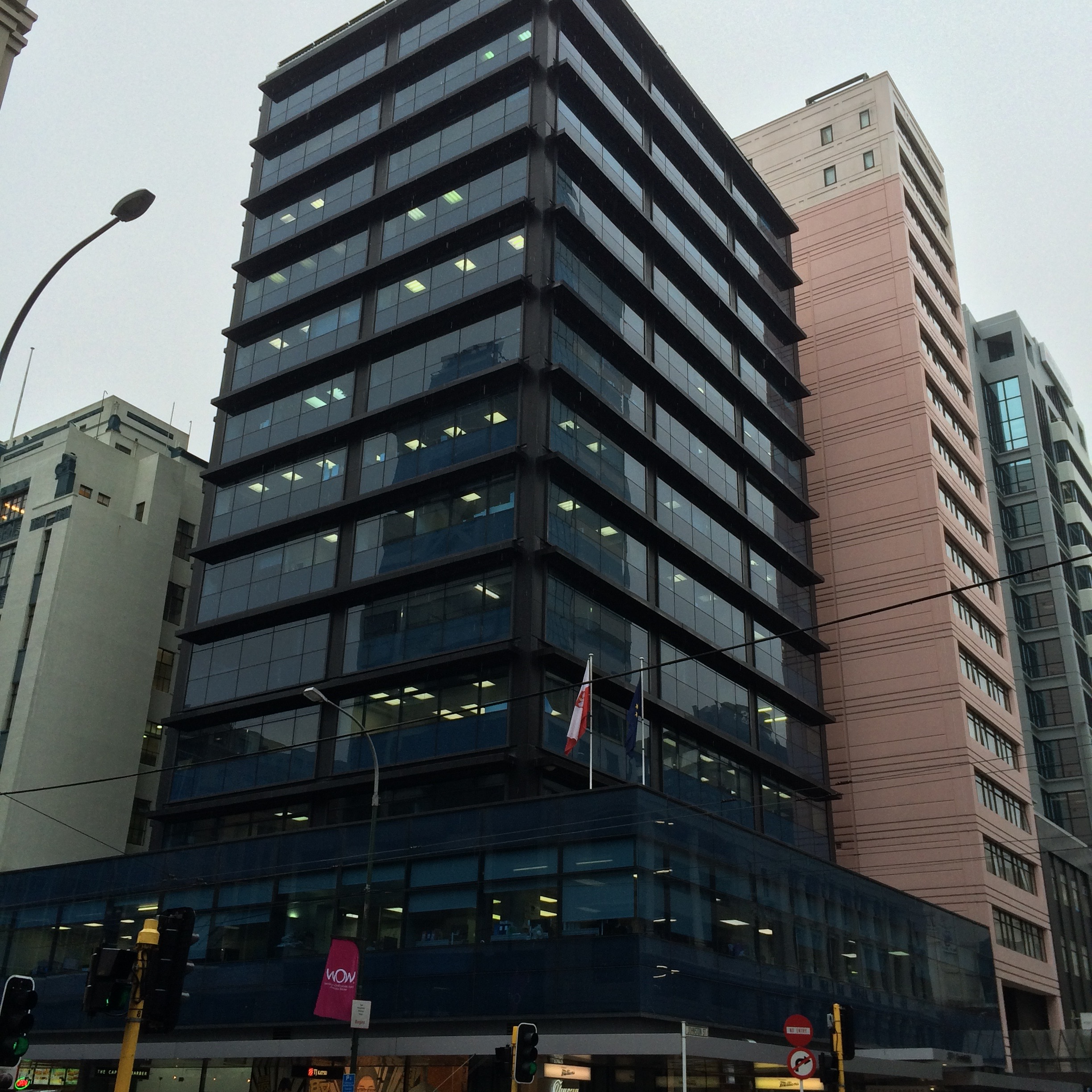
Посольство Польши в Веллингтоне

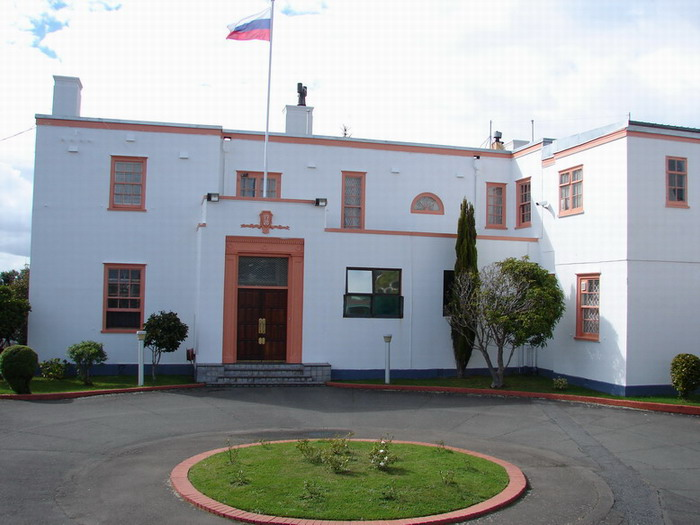
Российское посольство в Веллингтоне

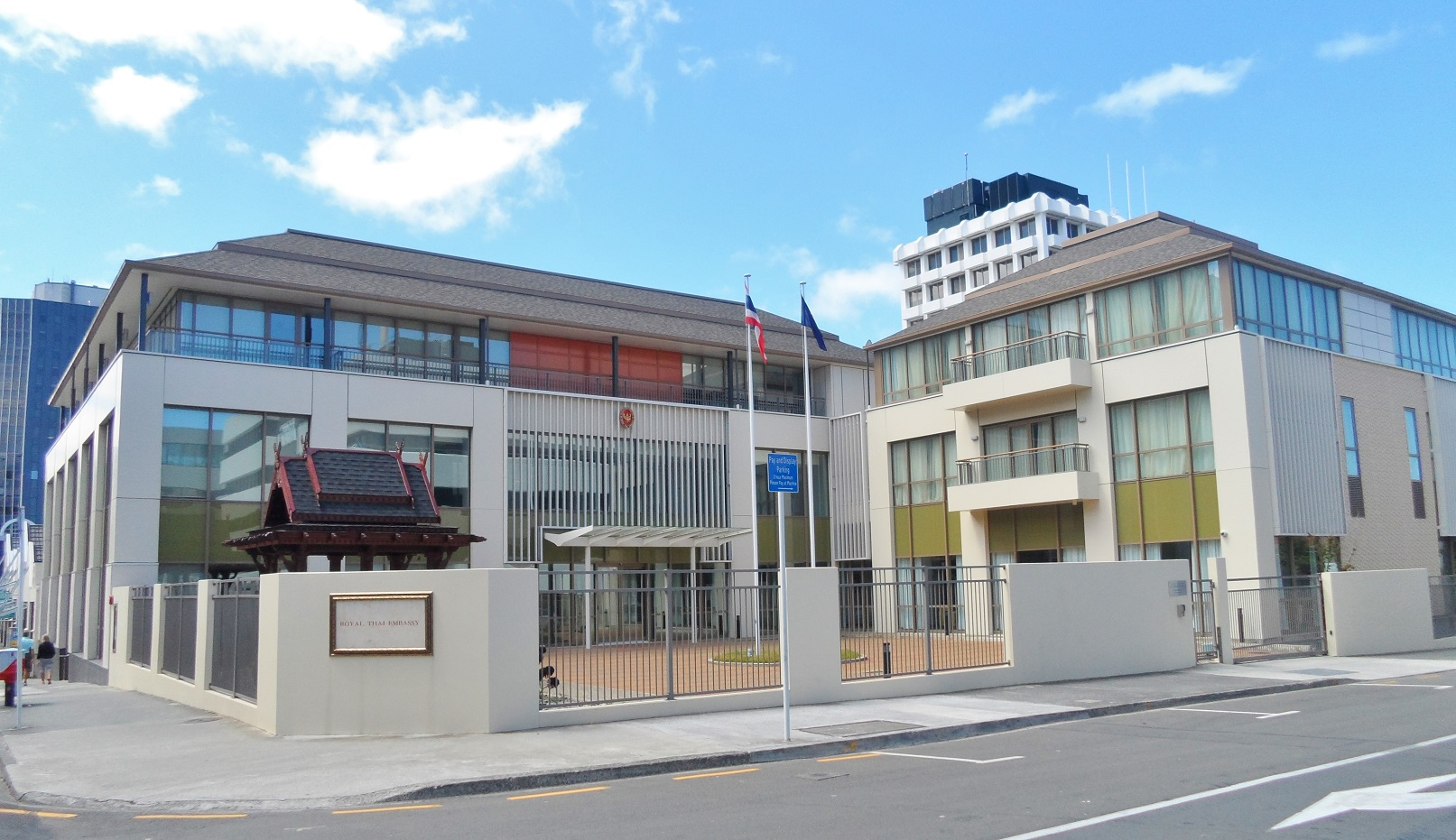
Тайское посольство в Веллингтоне

Веллингтон
| - Аргентина - Австралия - Бразилия - Ватикан - Венгрия - Великобритания - Восточный Тимор - Вьетнам - Германия - Египет - Израиль - Индия - Индонезия - Иран - Испания - Италия - Канада - Китай - Куба - Кувейт - Малайзия - Мексика - Нидерланды | - Ниуэ - ОАЭ - Острова Кука - Пакистан - Папуа — Новая Гвинея - Польша - Россия - Республика Корея - Самоа - Сингапур - США - Соломоновы Острова - Таиланд - Турция - Тувалу - Фиджи - Филиппины - Франция - Чили - Швейцария - ЮАР - Япония |

## Миссии
- Китайская Республика (Тайбэйское экономическое и культурное управление в Новой Зеландии)
- (Делегация Европейской комиссии)

## Генеральные консульства/Консульства/Офис вОкленде
- Австралия
- Вануату
- Великобритания
- Канада (Консульство)
- Китай
- Китайская Республика (Тайбэйское экономическое и культурное представительство в Новой Зеландии)
- Колумбия
- Острова Кука
- Республика Корея (Консульство)
- Самоа
- Саудовская Аравия
- Тонга
- США
- Япония

## Консульства вКрайстчерче
- Китай
- Япония

## Представительство нерезидентов
Если не указано, миссии, указанные ниже, находятся в Канберре.
| - Афганистан - Албания (Пекин) - Алжир - Австрия - Азербайджан - Бангладеш - Барбадос (Оттава) - Бельгия - Беларусь - Бенин (Токио) - Боливия (Токио) - Босния и Герцеговина - Ботсвана - Бруней - Болгария - Мьянма - Камбоджа - Колумбия - Хорватия - Кипр - Чехия - Дания - Эквадор - Сальвадор - Эритрея - Эстония - Эфиопия - Финляндия - Грузия - Гана - Гватемала | - Греция - Гайана (Оттава) - Исландия (Пекин) - Ирак - Ирландия - Ямайка (Токио) - Иордания - Казахстан (Сингапур) - Кения - Кирибати (Южная Тарава) - КНДР (Джакарта) - Республика Косово - Лаос - Латвия (Лондон) - Ливан - Лесото (Куала-Лумпур) - Либерия (Токио) - Ливия - Литва (Токио) - Северная Македония - Мали (Токио) - Малави (Токио) - Мальта - Мавритания (Токио) - Маврикий - Монголия - Черногория (Абу-Даби) - Марокко - Мозамбик (Токио) - Непал - Нигерия | - Норвегия - Оман (Токио) - Государство Палестина - Панама (Сингапур) - Парагвай (Токио) - Перу - Португалия - Катар - Румыния - Руанда (Токио) - Саудовская Аравия - Сенегал (Токио) - Сербия - Сейшельские Острова (Нью-Дели) - Сьерра-Леоне (Сеул) - Словакия - Словения - Шри-Ланка - Суринам (Пекин) - Эсватини (Куала-Лумпур) - Швеция - Танзания (Токио) - Уганда - Украина - Уругвай - Вануату (Порт-Вила) - Венесуэла - Замбия (Токио) - Зимбабве |

## Бывшие посольства
- Греция
- Перу
- Швеция
- Югославия